# Estação Midland (TTC)
Midland é uma estação do metrô de Toronto, localizada no Scarborough RT. Localiza-se na 2085 Midland Avenue. Midland não possui um terminal de ônibus integrado, e passageiros da 57 Midland, a única linha de ônibus do Toronto Transit Commission que conecta-se com a estação, precisam de um transfer para poderem transferirem-se da linha de superfície para o metrô e vice-versa. A estação recebeu seu nome da Midland Avenue, a principal rua norte-sul servida pela estação.